# David C. Broderick
David C. Broderick (Washington, 1820. február 4. – San Francisco, 1859. szeptember 16.) az Amerikai Egyesült Államok szenátora (Kalifornia, 1857–1859).